# Michael Halika
Michael Miki Halika  (en hebreo: מיקי חליקה‎) (Jerusalén, Israel, 11 de octubre de 1978) es un nadador retirado especializado en pruebas de estilo mariposa y estilo combinado. Fue subcampeón de Europa en la prueba de 400 metros estilos en el Campeonato Europeo de Natación de 1999.
Representó a Israel en los Juegos Olímpicos de Sídney 2000.

## Palmarés internacional
| Campeonato Europeo de Natación                  | Campeonato Europeo de Natación | Campeonato Europeo de Natación | Campeonato Europeo de Natación |
| Año                                             | Lugar                          | Medalla                        | Prueba                         |
| ----------------------------------------------- | ------------------------------ | ------------------------------ | ------------------------------ |
| 1999                                            | Estambul ( Turquía)            | Medalla de plata               | 400 m estilos                  |
| Campeonato Europeo de Natación en Piscina Corta |                                |                                |                                |
| Año                                             | Lugar                          | Medalla                        | Prueba                         |
| 2000                                            | Valencia ( España)             | Medalla de bronce              | 400 m estilos                  |
| Campeonato Mundial de Natación en Piscina Corta |                                |                                |                                |
| Año                                             | Lugar                          | Medalla                        | Prueba                         |
| 2000                                            | Atenas ( Grecia)               | Medalla de bronce              | 400 m estilos                  |